# Banda Sonora d'Un Temps, d'Un País
Banda Sonora d'Un temps, d'Un País és el títol d'un concert al Palau Sant Jordi el 23 d'abril de 1996, i d'un doble disc en llengua catalana del cantautor Joan Manuel Serrat editat per la companyia discogràfica Ariola el 1996, amb arranjaments i direcció musical de Josep Mas Kitflus.
Un doble disc que representa un homenatge de Joan Manuel Serrat als seus companys de la Nova Cançó i a alguns autors i poetes que van influir en el seu desenvolupament. Serrat canta les seves versions d'algunes de les cançons més emblemàtiques d'aquest moviment artístic musical en llengua catalana, una antologia que abasta de 1962 a 1975 i en la qual Serrat demostra la seva capacitat d'adaptació artística, a més del reconeixement implícit que suposa aquest homenatge cap als seus col·legues de professió.
Tots els temes són amb arranjaments i direcció musical de Josep Mas Kitflus, excepte en les cançons "Les floristes de la Rambla", "Si jo fos pescador" i "Anirem tots cap al cel" que són de Josep Maria Bardagí. Va comptar amb la col·laboració del pianista Tete Montoliu al piano en els temes "Paraules d'amor" i "Tot és gris". El disc va ser gravat, mesclat i masteritzat als Estudis KS de Barcelona.

## Cançons que componen el doble disc
1. Lletania (Miquel Porter i Moix - Lluís Serrahima - Jaume Armengol)
2. Noia de porcellana (Pau Riba)
3. L'amor perdut (Joan Ramon Bonet)
4. Perquè vull (Ovidi Montllor - Yosu Belmonte)
5. El setè cel (Jaume Sisa)
6. Blues en sol (Guillem d'Efak)
7. Si jo fos pescador (Joan Salvat-Papasseit - Rafael Subirachs)
8. A la vora de la nit (Josep Maria Espinàs)
9. La noia de duro (Georges Brassens)
10. Susanna (Leonard Cohen)
11. La Lilí i l'Alí Babà (La Trinca)
12. Venedor d'amor (Joan Salvat-Papasseit - Martí Llauradó)
13. El gessamí i la rosa (Josep Carner - Ia Clua)
14. L'estaca (Lluís Llach)
15. Roseta d'Olivella (Popular catalana)
16. Quan érem infants (Delfí Abella)
17. Què volen aquesta gent? (Lluís Serrahima - Maria del Mar Bonet)
18. Per Mallorca (Vicent Torrent - Popular valenciana)
19. El melic (Enric Barbat)
20. Cançó del desig farsant (Josep Maria de Sagarra - Guillermina Motta)
21. L'home del carrer (Francesc Pi de la Serra)
22. T'estim i t'estimaré (Antoni Mus - Antoni Parera Fons)
23. Me'n vaig a peu (Joan Manuel Serrat)
24. Paraules d'amor (Joan Manuel Serrat)
25. Tot és gris (Erroll Garner - Johnny Burke)
26. El soldat avergonyit (Jordi Teixidor - Carles Berga)
27. L'amor que vindrà (Jacques Brel)
28. Petita festa (Li Po - Toti Soler)
29. Les floristes de la Rambla (Miquel Porter i Moix)
30. Flors de baladre (Isidor Marí)
31. No trobaràs la mar (Maria del Mar Bonet)
32. D'un temps, d'un país (Raimon)
33. Anirem tots cap al cel (Josep Maria Andreu - Lleó Borrell)
34. Havia de ser així (Francesc Pi de la Serra)